# ورزشگاه گاندزاسار
ورزشگاه گاندزاسار (ارمنی: Գանձասար Մարզադաշտ) ورزشگاهی چندمنظوره که در شهر کاپان ارمنستان قرار گرفته‌است گنجایش ۳۵۰۰ نفر داراست و هم‌اکنون بر مسابقات فوتبال مورد استفاده قرار می‌گیرد.

## نگارخانه

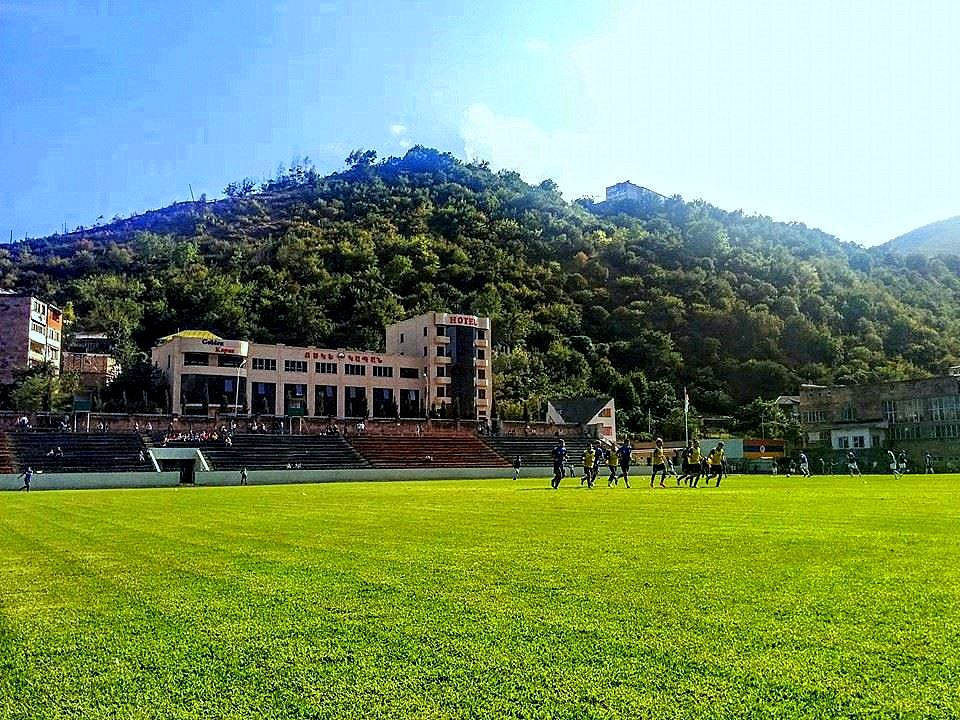
جایگاه اصلی
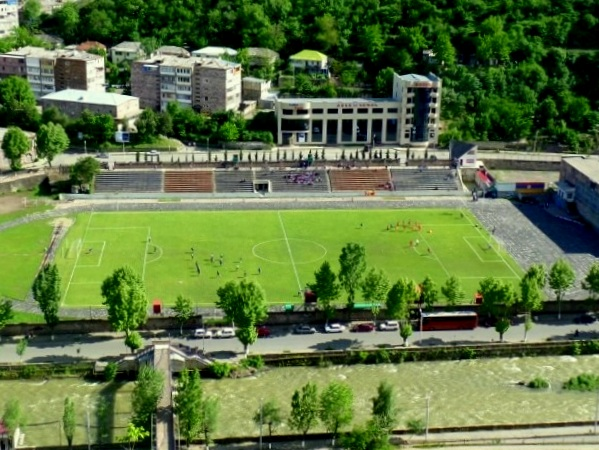
نمای کلی
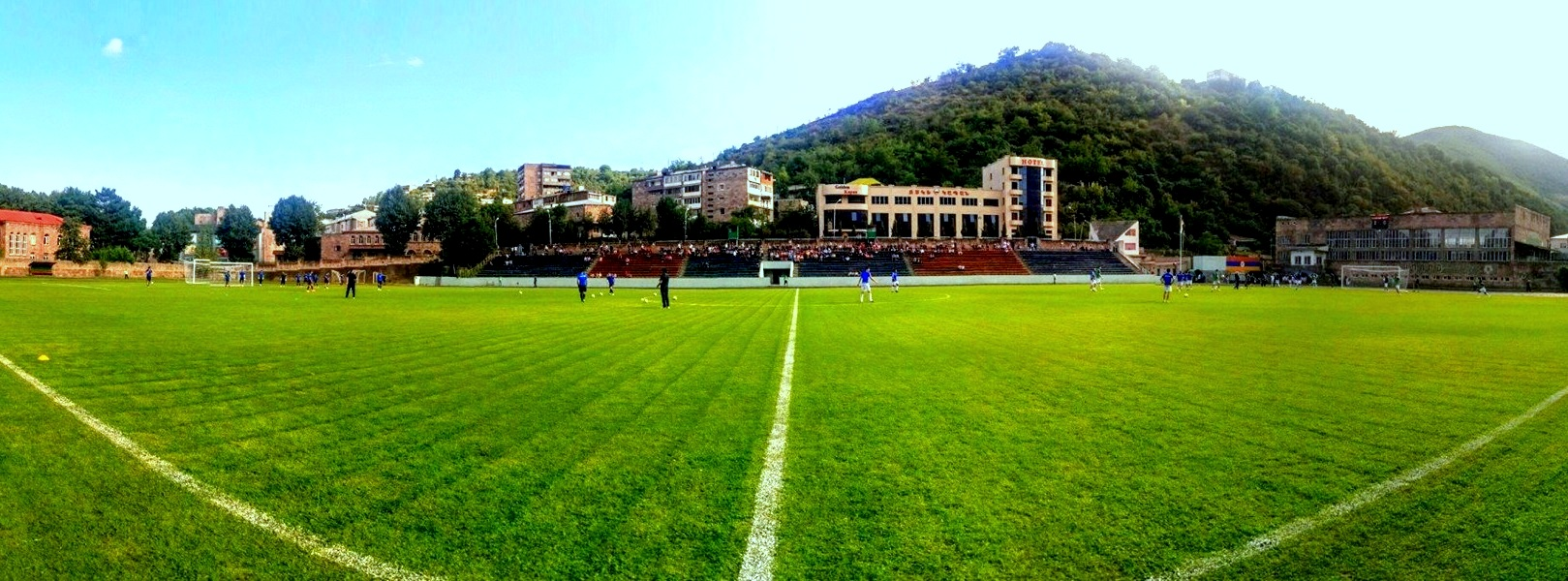
ورزشگاه گاندزاسار، کاپان